# Cincinnati Masters 2008

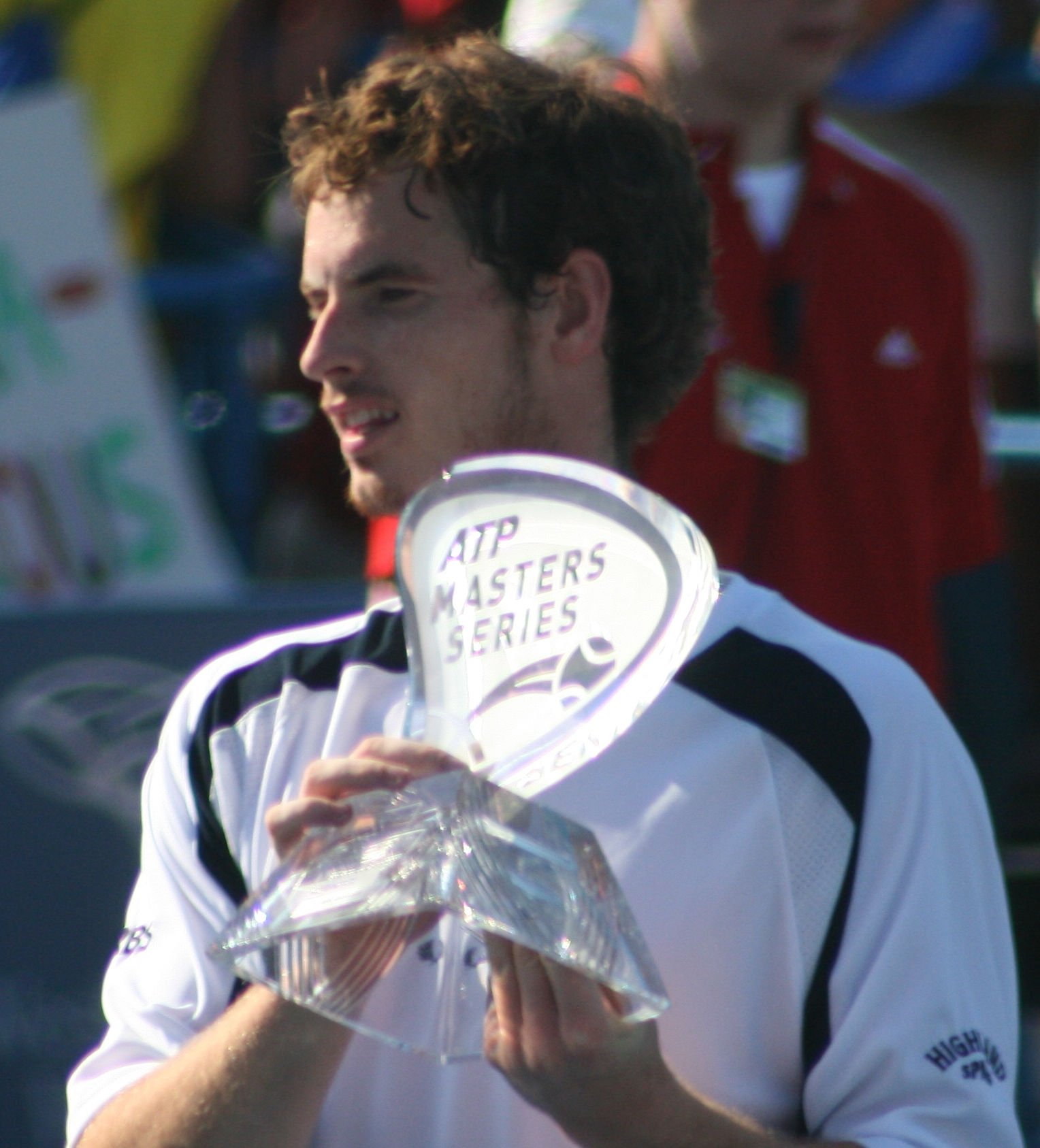
Andy Murray vincitore del torneo maschile

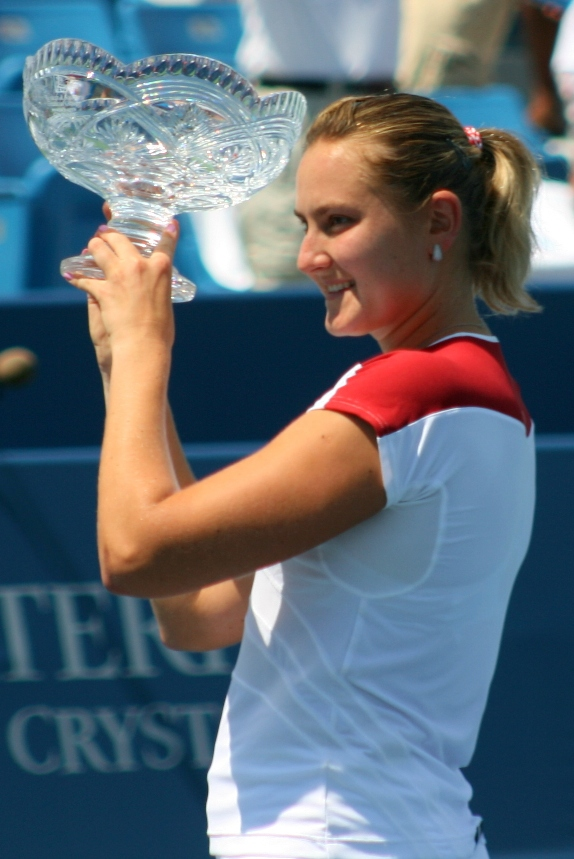
Nadia Petrova vincitrice del torneo femminile

Il Cincinnati Masters 2008 (conosciuto anche come Western & Southern Financial Group Masters e Western & Southern Financial Group Women's Open per motivi di sponsorizzazione) è stato un torneo di tennis giocato sul cemento. È stata la 107ª edizione del Cincinnati Masters, che fa parte della categoria ATP Masters Series nell'ambito dell'ATP Tour 2008, e della categoria Tier III nell'ambito del WTA Tour 2008. Sia il torneo maschile che quello femminile si sono giocati al Lindner Family Tennis Center di Mason (Ohio), vicino a Cincinnati in Ohio negli USA. Il torneo maschile si è giocato dal 26 luglio al 3 agosto 2008, quello femminile dal 9 al 17 agosto 2008.

## Campioni

### Singolare maschile
Andy Murray ha battuto in finale  Novak Đoković con il punteggio di 7–6(4), 7–6(5).

### Singolare femminile
Nadia Petrova ha battuto in finale  Nathalie Dechy con il punteggio di 6–2, 6–1.

### Doppio maschile
Bob Bryan /  Mike Bryan hanno battuto in finale  Jonathan Erlich /  Andy Ram con il punteggio di 4–6, 7–6(2), [10–7].

### Doppio femminile
Marija Kirilenko /  Nadia Petrova hanno battuto in finale  Su-wei Hsieh /  Jaroslava Švedova con il punteggio di 6–3, 4–6, [10–8].